# Izolda Cela
Maria Izolda Cela de Arruda Coelho (Sobral, 9 de maio de 1960) é uma psicóloga, pedagoga e política brasileira filiada ao Partido Socialista Brasileiro (PSB).
Formada em áreas ligadas à psicologia e à educação infantil, Izolda passou as décadas de 1980 e 1990 atuando na coordenação de diferentes instituições escolares até ser convidada em 2001 a trabalhar na Secretaria de Educação de Sobral, tendo assumido a titularidade da pasta em 2002 após a licença de Ivo Gomes para candidatar-se a deputado estadual do Ceará. Pelo reconhecimento de seu trabalho na melhoria dos índices de alfabetização de alunos do ensino fundamental no município, foi chamada em 2007 pelo governador do estado Cid Gomes para chefiar a Secretaria de Educação (SEDUC), onde implementou o Programa Alfabetização na Idade Certa (PAIC), inspirado no projeto de Sobral, que em alguns anos tornou o Ceará um exemplo de gestão da educação básica no Nordeste do Brasil.
Os resultados na educação estadual levaram Izolda a ser indicada pelo grupo político de Cid ao cargo de vice-governadora de Camilo Santana, do Partido dos Trabalhadores (PT), na eleição para governador de 2014. Com a chapa eleita no segundo turno, ela, a esta altura filiada ao Partido Republicano da Ordem Social (PROS), tornou-se em 2015 a primeira mulher vice-governadora do estado. Ambos candidataram-se novamente em 2018, tendo ela integrado o Partido Democrático Trabalhista (PDT), e foram reeleitos para um segundo mandato de quatro anos ainda no primeiro turno.
Em 2022, com a renúncia de Camilo para candidatar-se a senador da República, Izolda converteu-se na primeira mulher na história a governar o Ceará.
Apesar de desejar disputar a reeleição naquele ano, o PDT preteriu sua candidatura em detrimento de Roberto Cláudio, levando-a a desfiliar-se do partido. Em 2023 assumiu a secretaria executiva do Ministério da Educação (MEC), chefiado por Camilo, onde permaneceu até 2024 para candidatar-se à prefeitura de Sobral, agora filiada ao PSB, tendo perdido para o único adversário Oscar Rodrigues.

## Família e formação
Nascida em 9 de maio de 1960 no município cearense de Sobral, Izolda Cela é a segunda de cinco irmãos, filhos da professora de ensino fundamental natural de Camocim Maria Helena Cela (1928–2001) e do médico cardiologista de Santa Quitéria Afonso Walter Magalhães Pinto (1916–1969). É casada desde 1984 com o advogado e ex-prefeito de Sobral Veveu Arruda, com quem teve os filhos Hilda, Luisa, Clara e Pedro. É ainda sobrinha-neta do pintor Raimundo Cela.
Izolda formou-se em Psicologia pela Universidade Federal do Ceará (UFC), especializou-se em Educação Infantil pela Universidade Estadual do Ceará (UECE) e Gestão Pública pela Universidade Estadual Vale do Acaraú (UVA), onde posteriormente lecionou no curso de Pedagogia, e fez mestrado em Gestão e Avaliação da Educação Pública pela Universidade Federal de Juiz de Fora (UFJF), de Minas Gerais.

## Carreira

### Atuação escolar
Em Sobral, Izolda foi psicóloga escolar no Colégio Sobralense entre 1986 e 1988, integrou a diretoria pedagógica da Escola Arco-íris e trabalhou na Clínica de Desenvolvimento Integrado entre 1991 e 1995. De 1995 a 1997 integrou a equipe de apoio pedagógico do Centro de Atenção Integral à Criança e ao Adolescente, escola municipal de ensinos infantil e fundamental vinculada ao curso de Pedagogia, onde exerceu a função de orientadora de professoras de primeira série na área de Psicogênese da Língua Escrita. Na UVA, exerceu o cargo de pró-reitora adjunta de extensão e coordenou o programa Alfabetização Solidária desde a sua implantação em 1997 até dezembro de 2000.

### Secretaria de Educação de Sobral
Em 2001 Izolda foi convidada por Ivo Gomes, então secretário de Educação de Sobral, a auxiliá-lo na pasta como subsecretária de Desenvolvimento da Educação. Na época Cid Gomes, do Partido Popular Socialista, irmão de Ivo, era o prefeito, cargo que ocupou até 2005, quando foi sucedido por Leônidas Cristino. Tendo a alfabetização como prioridade, uma vez que metade das crianças da terceira série do ensino fundamental terminava o ano sem aprender a ler ou escrever, Izolda promoveu uma política de atenção especial aos menores que estivessem em séries mais avançadas e tivessem dificuldades na sua formação.
Em 2002, com a licença de Ivo para viabilizar sua candidatura a deputado estadual, Izolda assumiu a titularidade da secretaria. Entre as suas principais ações estiveram a escolha por mérito de diretores de escolas da rede municipal e o treinamento de professores para lecionar aulas planejadas por todo o ano letivo, o que foi alvo de críticas de pedagogos, sob a alegação de que o cumprimento de uma rotina previamente planejada limitava a capacidade criativa dos educadores. Também recebeu ressalvas uma medida de premiação em dinheiro para professores que atingiam as metas de alfabetização estabelecidas pela prefeitura.
Durante a gestão de Izolda o índice de alfabetização em Sobral cresceu 140% e mais de 90% dos alunos da primeira série sabiam ler e escrever. Os resultados tornaram a experiência um exemplo para outros municípios brasileiros nas considerações do UNICEF e do Instituto Ayrton Senna.

### Secretaria de Educação do Estado do Ceará
Em 2007 Cid Gomes, agora filiado ao Partido Socialista Brasileiro, assumiu o governo do Ceará e levou consigo a equipe do período em que administrou Sobral, inclusive Izolda, que assumiu a secretária de Educação, onde seguiu permanecendo no segundo mandato de Cid, entre 2011 e 2014. Na sua gestão foi implementado o Programa Alfabetização na Idade Certa, inspirado no projeto praticado em Sobral, que visou alfabetizar crianças até a segunda série e aprimorar a formação de profissionais através de um regime de cooperação entre estado e municípios. Em 2011 o programa foi ampliado para melhorar a aprendizagem até à quinta série, e em 2015 passou a abranger todo o ensino fundamental.
Inspiração para o Pacto Nacional pela Alfabetização na Idade Certa, lançado em 2012 pela presidente Dilma Rousseff, o PAIC, segundo apontou um estudo desenvolvido em 2019 por pesquisadores brasileiros, chilenos e franceses, reduziu desigualdades, aumentou o nível de aprendizagem e ampliou a equidade educacional de alunos em situação de vulnerabilidade social no Ceará em relação à região Nordeste e ao Brasil entre 2011 e 2017.

### Vice-governo e governo do Ceará
Em outubro de 2013 Izolda filiou-se ao Partido Republicano da Ordem Social. Uma das pessoas cogitadas à sucessão de Cid no governo do Ceará devido aos índices da educação estadual durante sua gestão como secretária, ela afirmou que a ação era uma "manifestação de apoio" a ele e ao seu grupo político. Tendo deixado a SEDUC em abril de 2014, Izolda foi indicada em junho para ser vice-governadora na chapa encabeçada por Camilo Santana, do Partido dos Trabalhadores, pela coligação Para o Ceará Seguir Mudando. Alcançando 2 039 233 votos (47,81% dos votos válidos) no primeiro turno e 2 417 668 (53,35%) no segundo contra Eunício Oliveira, eles venceram a disputa eleitoral, tornando Izolda a primeira mulher vice-governadora do estado a partir de janeiro de 2015.

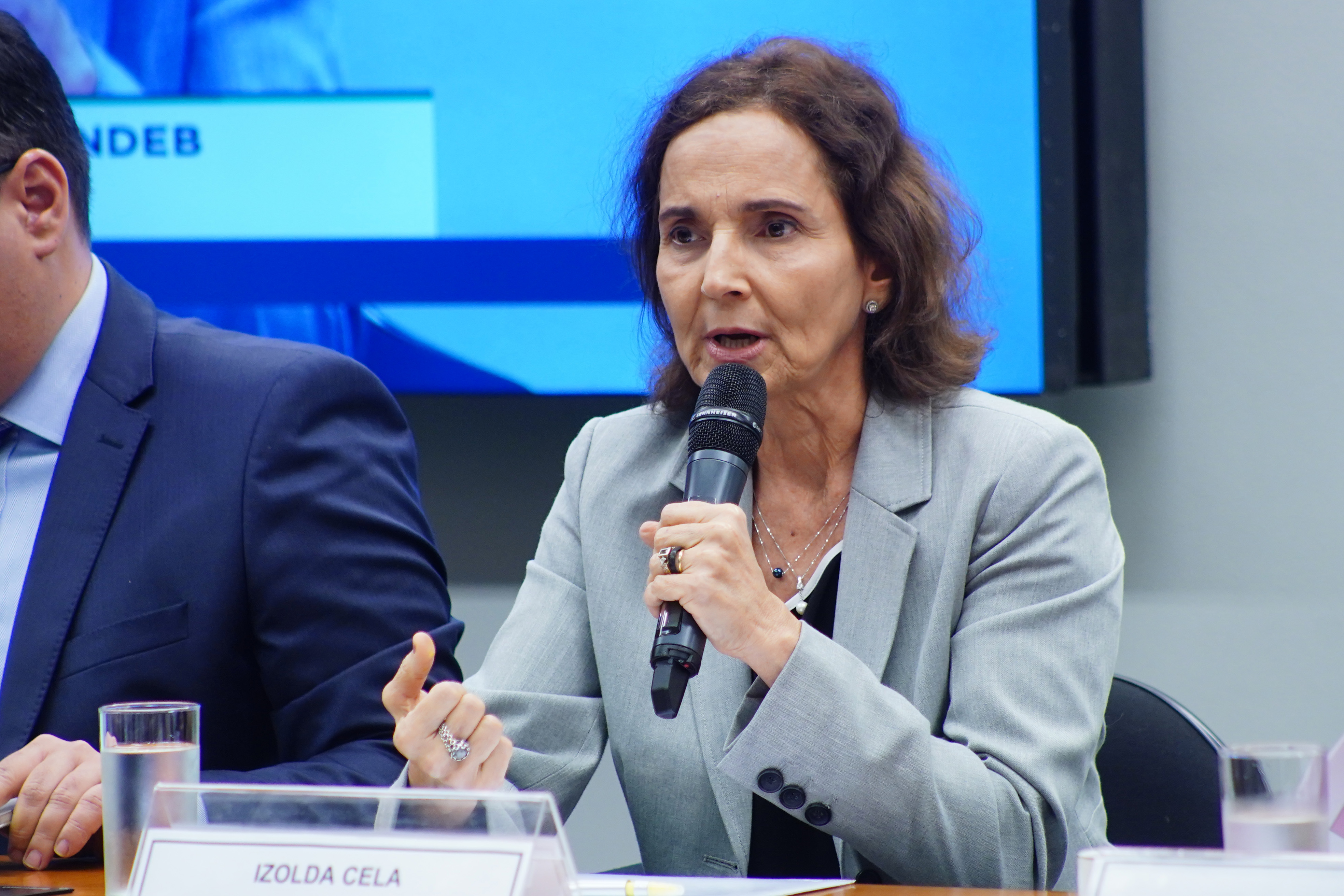
Izolda numa comissão especial sobre o FUNDEB na Câmara dos Deputados em 2019

Entre 14 e 20 de agosto de 2015 Izolda foi a primeira mulher a assumir interinamente o governo estadual em virtude de uma viagem oficial de Camilo. Ainda em 2015, seguindo diversas figuras do grupo político de Cid, deixou o PROS para ingressar no Partido Democrático Trabalhista. Em 2018 Izolda concorreu à reeleição como vice-governadora com Camilo na coligação Por um Ceará Cada Vez Mais Forte. A chapa angariou 3 457 556 votos (79,96% dos votos válidos), vencendo a disputa no primeiro turno.
Em 2 de abril de 2022 Camilo renunciou ao cargo de governador para concorrer a uma vaga no Senado Federal, tornando Izolda a nova governadora e primeira mulher na história a comandar o Poder Executivo cearense. Entre as ações de seu governo está a inauguração da Pinacoteca do Ceará, na capital Fortaleza, que preserva a coleção de artes mantidas pelo estado. Izolda era uma das cotadas e pretendia disputar a reeleição como governadora, porém o PDT escolheu o ex-prefeito de Fortaleza Roberto Cláudio como postulante ao cargo numa votação interna, levando-a a desfiliar-se do partido. A ação da sigla causou o rompimento de sua aliança local com o PT, que lançou à disputa pelo governo estadual Elmano de Freitas, apoiado por Izolda, eleito no primeiro turno com 54,02% dos votos válidos.

### MEC e candidatura à prefeitura de Sobral
Ao fim de seu mandato Izolda aceitou o convite para assumir a secretaria executiva do Ministério da Educação sob a titularidade de Camilo, no governo do presidente Luiz Inácio Lula da Silva, tendo sido nomeada em 19 de janeiro de 2023.
Em fevereiro de 2024 Izolda filiou-se ao PSB numa cerimônia de ingresso de diversos prefeitos do Ceará à agremiação. Em 30 de maio de 2024 anunciou sua saída do MEC para disputar a eleição para a prefeitura de Sobral. Com a candidatura oficializada em agosto durante uma convenção do PSB na cidade, o PT, que integrou a coligação Juntos pelo Futuro de Sobral junto
a outros sete partidos, indicou para ser seu vice Paulo Flor, professor e presidente municipal do partido. Após uma campanha marcada por ameaças à sua figura pela Internet e ataques de populares contrários, seu único adversário Oscar Rodrigues, do UNIÃO, obteve 65 138 votos (52,42% dos votos válidos) diante dos 59 135 (47,58%) de Izolda, levando a eleição no primeiro turno. A derrota decretou o fim da hegemonia da família Ferreira Gomes no município após 28 anos governando com seus próprios membros, como Ivo Gomes, prefeito desde 2017, e aliados.

## Desempenho eleitoral
| Ano  | Eleição             | Cargo            | Partido   | Partido | Colega de chapa | Cargo         | Votos     | Votos     | Votos       | Votos   |
| Ano  | Eleição             | Cargo            | Partido   | Partido | Colega de chapa | Cargo         | Total     | Total     | Porcentagem | Posição |
| ---- | ------------------- | ---------------- | --------- | ------- | --------------- | ------------- | --------- | --------- | ----------- | ------- |
| 2014 | estaduais do Ceará  | Vice-governadora |           | PROS    | Camilo Santana  | Governador    | 1.º turno | 2 039 233 | 47,81%      | 1.ª     |
| 2014 | estaduais do Ceará  | Vice-governadora | 2.º turno | PROS    | Camilo Santana  | Governador    | 2 417 668 | 53,35%    | 1.ª         |         |
| 2018 | estaduais do Ceará  | Vice-governadora |           | PDT     | Camilo Santana  | Governador    | 3 457 556 | 3 457 556 | 79,96%      | 1.ª     |
| 2024 | municipal de Sobral | Prefeita         |           | PSB     | Paulo Flor      | Vice-prefeito | 59 135    | 59 135    | 47,58%      | 2.ª     |